# Shotacon
Shotacon (ショタコン Shotakon), ofte afkortet til Shota (ショタ shota), er en japansk betegnelse for tiltrækning af mindreårige drenge, personer der tiltrækkes af disse eller værker der henvender sig til sådanne personer. Udenfor Japan er shotacon en almindeligt benyttet betegnelse for værker, især manga og anime, hvor drenge kort før eller efter at være kommet i puberteten medvirker på suggestiv eller erotisk vis. Begrebet bruges også om ældre drenge, der ser meget unge ud (neoteni).
Begrebet modsvares af lolicon, der bruges om tiltrækning af mindreårige piger.

## Etymologi
Ordet shotacon er et portmanteau afledt af Shoutarou Complex (正太郎コンプレックス Shoutarou konpurekkusu). Shoutarou henviser i den forbindelse til den unge mandlige figur Shoutarou (正太郎 Shoutarou) fra Mitsuteru Yokoyamas manga Tetsujin 28-gou fra 1956-1966. I mangaen var Shoutarou en skaldet selvbevidst detektiv, der til stadighed gennemskuede forbryderne. I løbet af handlingen fik han mange nære venner, blandt hvilke han faldt i øjnene grundet sin skønhed som bishounen, og til sidst førte det til, at hans navn blev et begreb blandt fans og blev opfattet som en tiltrækning af mindreårige drenge.

## Historie
Præcis hvor og hvornår begrebet blev til i sin nuværende form kan ikke afgøres klart. Den tidligste brug kan dog spores tilbage til læsernes reaktioner på en detektivhistorie af Edogawa Rampo. I denne var drengen Yoshio Kobayashi en del af Shounentanteidan, en gruppe unge detektiver der kan sammenlignes med Baker Street Irregulars fra Sherlock Holmes. Han er stærkt knyttet til den voksne ugifte hovedperson Kogoro Akechi, som han undervejs flytter ind hos. Dette ikke seksuelle men intime forhold mellem en dreng og en voksen skal have haft en stærk indflydelse på shotacon-tilhængere.
Ifølge Tamaki Saitou blev det nuværende shotacon-doujinshi-community for en stor dels vedkommende til i 1980'erne og har stort set lige mange kvindelige og mandlige tilhængere. Derudover formoder han, at udspringet kommer fra yaoi-genren (kærlighed mellem mænd) med overvejende kvindelige læsere. Med tiden skulle bevægelsen dog også være blevet påvirket af lolicon og dermed også have tiltrukket et mandligt publikum. Af den grund skelnes også delvist mellem baggrunden. Således kan man bruge Shota(con) om homoseksuelle forhold, mens hetereoseksuelle forhold til jævnaldrende eller ældre kvindelige partnere kan betegnes som Straight Shota.

## Genrebetegnelse
Både blandt japanske og vestlige fans bliver begrebet brug som betegnelse for en genre og dækker stort set alle værker med fokus på mindreårige drenge med seksuel baggrund. Definitionen rækker her lige fra det pornografiske til det let suggestive, romantiske eller overhoved ikke seksuelle værker. Som ved lolicon er kawaii (nuttethed) og moe i fokus. På den måde dukker shotacon-temaet også op i en række ikkeerotiske værker, hvor det oftere kan findes indenfor genren shoujo end i værker, der henvender sig til et mandligt publikum. Et eksempel på det er den populære manga Loveless, der handler om forholdet mellem en tolvårig skoleelev og en tyveårig mand, og hvor opnåelsen af kønsmodenheden bliver symboliseret af tabet af et kattevedhæng (Kemonomimi).

## Udgivelser
"…shota texts by female yaoi authors are structurally identical to yaoi texts, while shota by male otaku clearly position these little boys as young girls with penises."
Tamaki Saitou, Otaku Sexuality
Normalt udgives værkerne i antologier, der for visses vedkommende udkommer hver eller hver anden måned. Derudover er der løbende mangaka, der udgiver deres værker som enkeltbind. En stor del af værkerne offentliggøres dog som doujinshi på oftest årlige træf. Et eksempel på det er Shotaket (ショタケット Shotaketto), af sig selv kaldet Syotaket, et årligt træf der blev grundlagt en gruppe mandlige kunstnere i 1995. I 2008 havde træffet omkring et tusinde regelmæssige besøgere og der blev tilbudt værker fra omkring 200 forskellige grupper.
Værker der henvender sig et kvindeligt publikum minder en del om yaoi og offentliggøres derfor typisk i yaoi-antologi-magasiner. Magasiner der udelukkende specialiserer sig i shotacon som Shounen Romance er sjældnere. Værker der henvender sig til et mandligt publikum kan også findes i generelle seijin-magasiner (pornografiske tidsskrifter for mænd), men de udgør kun en beskeden del af de offentliggjorte værker. Tilsvarende forholder det sig med magasiner, der henvender sig til et homoseksuelt publikum, og som dækker et bredt spektrum. Men også her findes der enkelte magasiner, der beskæftiger sig specielt med shotacon. Et eksempel på det er Shounen Ai no Bigaku, der beskæftiger sig med forhold mellem mandlige partnere.
I manga og anime der henvender sig til et bredt publikum dukker temaet jævnligt op men fungerer snarere som fanservice og benytter sig oftest af lette (homo)seksuelle antydninger på humoristisk baggrund. Et eksempel på det er mangaen og animeen Kanokon, hvor den overordentligt ungdommeligt udseende hovedperson Kouta Oyamada igen og igen bliver forført af den ældre kitsune Chizuru Minamoto, der er forelsket i ham. Som ren OVA udkom i 2006 den pornografiske anime Boku no Pico, som producenterne selv beskrev som den første shotacon-anime. OVA'en var succesfuld nok til, at der blev lavet to yderligere afsnit. Trods producenternes påstand fandtes der dog allerede i 2004 en forløber. Her var der udgivet en OVA baseret på eroge-spillet Enzai, hvor mindreårige drenge ligeledes har samleje.

## Kritik og censur
"Bishounen, who are required to be kawaii (cute) regardless of age [which] often make[s] them look younger than their assigned age … explain … why BL/yaoi work may also feature non-consensual, underage (shotacon), and incest themes, and hence why they may well run afoul [of child pronography laws]."
Aleardo Zanghellini, Boys Love' in Anime and Manga.
Meningerne om genren står langt fra hinanden og er groft sagt delt i to lejre. På den ene side hævdes det, at shotacon ligesom lolicon fører til virkeligt misbrug af børn. Modparten henviser dog til, at der ikke findes nogen beviser på det, og at anerkendte kilder snarere giver den modsatte opfattelse. Sarah D. Goode synes dog ikke at genren udsættes for kritik i samme forhold som lolicon. En mulig årsag henfører hun til den ligeledes svagt kritiserede yaoi-genre og er dermed på linje med Ian Martin, der ser en tilsvarende tendens ved fanservice, hvor det er kvindelige snarere end mandlige figurer, der udsættes for kritik.
På trods af det kommer genren til stadighed i kritisk lys, og lovgivningen er uklar og modstridende i mange lande. Af denne grund afholder mange forlæggere sig fra japanske værker af denne genre og indskrænker sig til yaoi og figurer, der klart ser voksne ud. Som et første fremstød på det amerikanske marked ses i den forbindelse Mako Takahashis manga Almost Crying (泣いちゃいそうよ Naichaisou yo). Den indeholder ganske vist kærlighedsforhold mellem mindreårige mandlige figurer men afstår fra at gengive egentligt seksuelt indhold.